# Домейкіт
Домейкіт — мінерал, арсенід міді Cu3As. Він кристалізується в кубічній сингонії, хоча кристали трапляються дуже рідко — зазвичай утворюється у вигляді неправильних мас або ботріоїдальних форм. Це непрозорий, з металевим блиском мінерал, з кольором від білого до сірого (якщо вивітрюється) кольору з твердістю за шкалою Мооса від 3 до 3,5 і відносною густиною від 7,2 до 8,1.
Вперше домейкіт було описано в 1845 році в копальнях «Альгодонес», Кокімбо, Чилі. Він був названий на честь польського мінералога Ігнатія Домейка (1802—1889) Вільгельмом Гайдінгером.

## Використання
Домейкіт, будучи другорядною мідною рудою, використовується для отримання міді. Його також можна полірувати і використовувати в декоративних цілях.

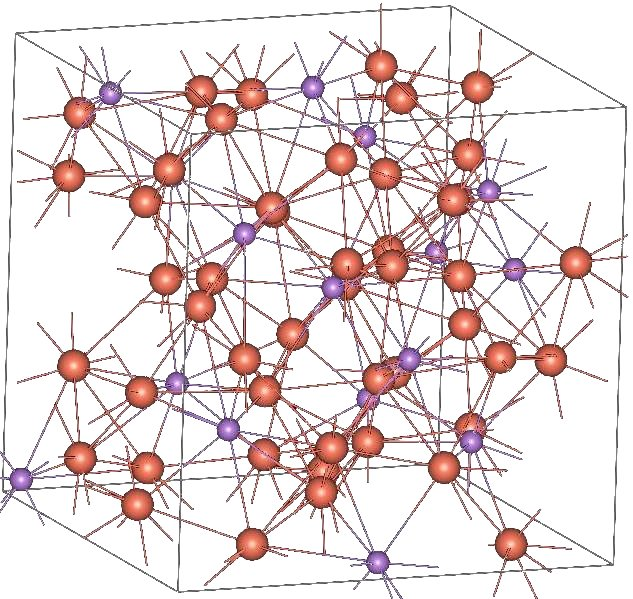
Кристалічна структура домейкіту

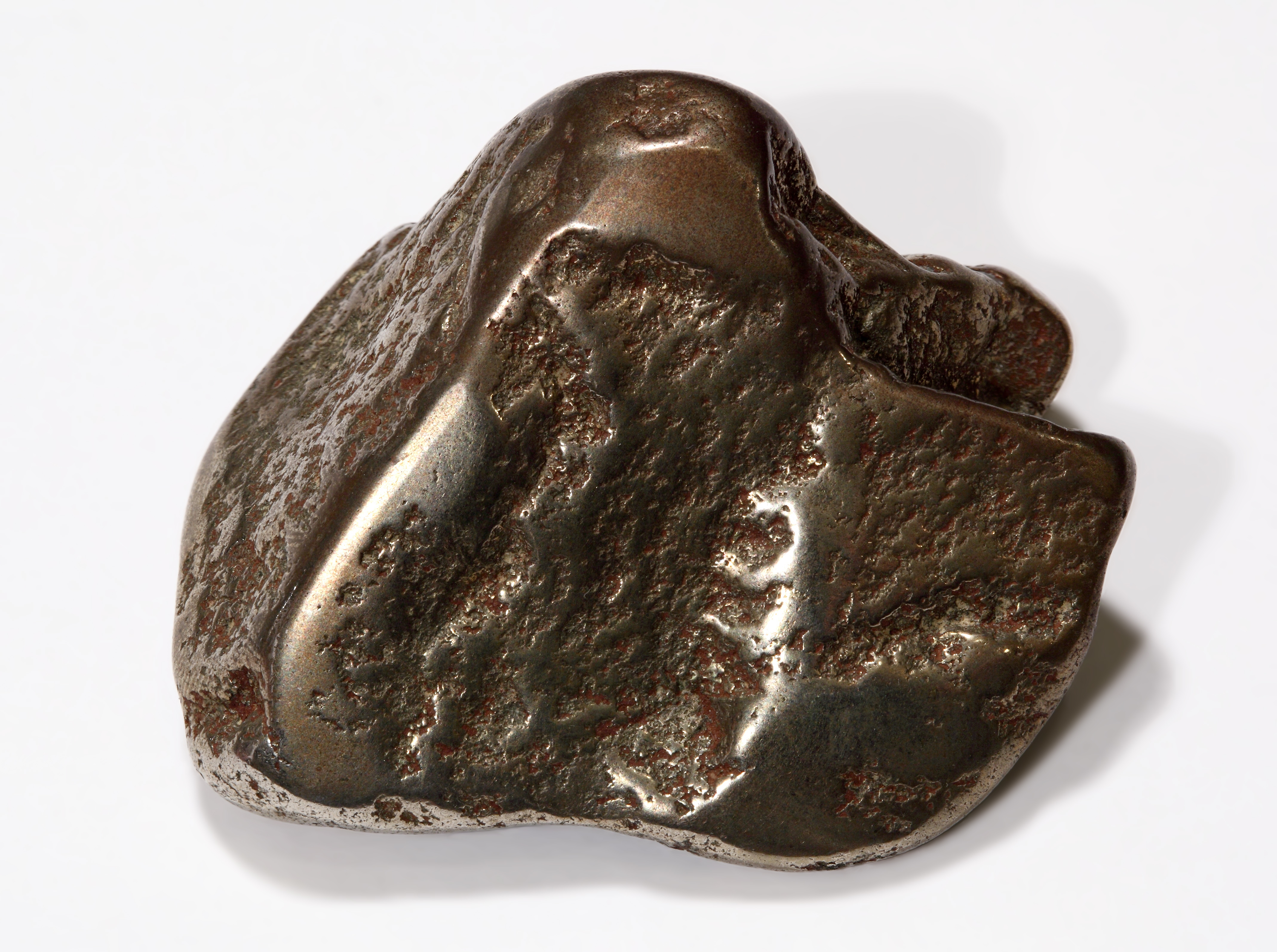
Самородок могавкіту, суміш домейкіту, альгодоніту та самородної міді (50×40×28 мм)